# Brazetto
Der Brazetto hatte als Längenmaß zwei verschiedene Bedeutungen.

## 1. Variante
Brazetto war ein Längenmaß im Schweizer Kanton Tessin. Es entsprach dem Fuß. 
- 1 Brazetto = 12 Unzen = 144 Punkte
- 1 Brazetto = 176 Pariser Linien = 0,397 Meter

## 2. Variante
Brazetto war auch in der Bedeutung von Braça (port., span. Braza, ital. Braccio, deutsch Bratze vom lat. Brachium [der Arm]), Längenmaß in Südeuropa und Südamerika. 
- Lissabon 1 Braça = 972,7 Pariser Linien = 2194 Millimeter
- Brasilien 1 Braça = 936,7 Pariser Linien
- Spanien 1 Braça = 750,18 Pariser Linien
- Italien 1 Braça meist ganz unserer Elle;
- auf den Ionischen Inseln
  - 1 große Braça. = 306,1 Pariser Linien
  - 1 kleine Braça = 285,7 Pariser Linien
- Basel 1 Braça od. kleine Elle = 241,2 Pariser Linien
- Tessin 1 Braça = 267,20 Pariser Linien
- Bozen 1 Braça = 243,7 Pariser Linien = 549,7 Millimeter